# Service public fédéral Intérieur
Pour les articles homonymes, voir IBZ.
Le service public fédéral Intérieur (nl: Federale Overheidsdienst Binnenlandse Zaken), abrégé IBZ pour Intérieur Binnenlandse Zaken, ou SPF Intérieur, est un service public fédéral belge (la dénomination de « ministère ») . 
Il a pour mission d'assurer la sécurité intérieure du pays (sécurité civile — pompiers et protection civile — et forces de police), la gestion des aspects institutionnels et réglementaires et de l’exercice de certains droits démocratiques, pour autant qu’ils concernent une compétence fédérale, l’enregistrement et l’identification des personnes physiques et la politique des étrangers. Il est dirigé par un ministre de l'Intérieur.
L'actuel ministre de la Sécurité et de l'Intérieur est Bernard Quintin.

## Historique
Pendant la guerre d'indépendance belge, une direction provisoire du Comité de l'Intérieur est instituée par le gouvernement provisoire à Bruxelles le 28 septembre 1830. Le climat insurrectionnel qui régnait alors en Belgique et à Bruxelles justifia la constitution d'une Garde Bourgeoise et la constitution d'un comité de sûreté publique est l'une des priorités du gouvernement provisoire. Le maintien de l'ordre est confié au magistrat libéral Isidore Plaisant. Alors que la surveillance accrue et la répression de la population par le pouvoir royal néerlandais était l'un des griefs des indépendantistes belges, le nouveau gouvernement provisoire décide que « l’exercice de la police sera purement repressif et dans aucun cas preventif ». 
Tout au long du XIXe siècle, les attributions du ministère de l'Intérieur du Royaume évoluent : le ministère était notamment chargé de l'administration des provinces, des villes et des communes rurales, des cultes, des travaux publics, de l'agriculture et à partir de 1884 de l'Instruction publique. L'administration du ministère de l'Intérieur est installée dans l'Ancien Hôtel de Limminghe, rue du Chêne au cœur de la Vieille Ville de Bruxelles. L'Administration centrale se composait d'un Secrétariat général et de 6 divisions. 
Les missions du département de la Sûreté Publique étaient les suivantes, définies par l'arrêté du 15 octobre 1830 du gouvernement provisoire : « La sûreté intérieure, la police générale, les prisons, maisons de dépôt et de bienfaisance, les passeports, les messageries et autres moyens de transports, sauf les postes aux lettres. Les théâtres et autres établissements publics consacrés à des représentations dramatiques et musicales ; La surveillance des usines en ce qui concerne les dangers qu’elles peuvent offrir. »
À partir de 1963, les réformes de décentralisation instituent le fédéralisme et le bilinguisme dans l'administration. 

## Organisation

### Administration
Le SPF Intérieur est divisé en trois directions distinctes depuis la réforme Copernic de 2003 :
- Direction générale de la gestion financière des institutions provinciales et locales ;
- Direction d'administration des entreprises publiques (Intercommunales et Régies) ;
- Direction d'administration des affaires provinciales et locales (tutelle administrative sur les communes et les provinces).

Le Comité de direction du SPF Intérieur est chargé de l'administration interne du ministère. Depuis 2019, la Présidente du Comité de direction est Laura Szabo. 

### Liste des ministres de l'Intérieur
Dans le gouvernement Bart De Wever, le ministre de la Sécurité et de l’Intérieur est Bernard Quintin depuis le 3 février 2025.